# 小行星4958
小行星4958（英語：4958 Wellnitz）是一颗围绕太阳公转的小行星。1991年7月13日，亨利·E·霍爾特在帕洛马山发现了此天体。
这颗小行星的绝对星等为218.35085等。